# HD 219134 d
HD 219134 d è il quarto pianeta del sistema solare di HD 219134. Ha una massa minima paragonabile a quella di Nettuno mentre il suo raggio non è conosciuto, poiché a differenza dei pianeti b e c non è stato osservato transitare davanti alla propria stella.